# TAPoR
TAPoR (Text Analysis Portal for Research) je portal, na katerem so izpostavljena orodja in računalniško kodje, ki je uporabno za analizo besedil npr. v digitalni humanistiki. Projekt ima sedež na Univerzi Alberte, trenutno pa ga vodijo Geoffrey Rockwell, Stéfan Sinclair, Kirsten C. Uszkalo in Milena Radzikowska.
Uporabniki portala raziskujejo orodja in jih ocenjujejo, priporočajo ter komentirajo. Vsako orodje razvrstijo v kategorije. Vsako orodje ima svojo stran, ki jo sestavlja kratek opis, podatki o avtorjih, posnetek zaslona, kategorije, podobna orodja in komentarji ter ocene uporabnikov. Računalniška kodja imajo tudi povezavo za nalaganje in tako omogočajo prost dostop do datotek. 
Zgodnja različica portala je bila osnovana na Univerzi McMaster in je bila sestavljena iz šestih vodilnih Centrov digitalne humanistike v Kanadi: Univerze McMaster, Viktorijine univerze,  Univerze Alberte, Univerze v Torontu,  Univerze v Montrealu in Univerze Novega Brunswicka.
TAPoR je tako oblikoval »mrežo povezav različnih univerz v Kanadi, ki imajo strežnike in lokalne laboratorije, kjer so  zbrana in dana na voljo najboljša orodja tako iz industrije kot drugih virov. Prav tako so na portalu dodana reprezentatitvna besedila«.
Ta začetna različica je omogočila raziskovalcem eksperimentiranje z orodji za analizo besedila, ki so jih lahko uporabljali tudi brez prijave na portal. Ob prijavi lahko uporabnik sestavi seznam svojih najljubših orodij. 
TAPoR je sponzoriral simpozij CaSTA (Canadian Symposium on Text Analysis).